# Cypris pubera
Cypris pubera är en kräftdjursart som beskrevs av Otto Friedrich Müller 1776. Cypris pubera ingår i släktet Cypris och familjen Cyprididae. Inga underarter finns listade i Catalogue of Life.